# Льовийски вирус
Льовийският вирус (на латински: Lloviu cuevavirus, LLOV) е вид вирус, който образува нишковиден вирион. Видът е включен в род Cuevavirus. LLOV е далечен роднина на широко известните филовируси Ебола и Марбург, причинители на хеморагична треска.

## Терминология
Видът Lloviu cuevavirus е вирусологичен таксон, включен в род Cuevavirus, семейство Filoviridae, разред Mononegavirales. Видът има един-единствен вирусен член - Lloviu virus. Името произлиза от Льовийската пещера в Испания, в която е открит за първи път.

## История
LLOV е открит през 2011 г. при дългокрилите прилепи на Шрайберс (вид Miniopterus schreibersii), които са намерени мъртви в пещерата Куева дел Лловиу (Cueva del Lloviu) в Астурия, Испания през 2002 г., както и в пещери в испанска Кантабрия, във Франция и Португалия. Все още не е доказано дали вирусът е причинител на ново заболяване при прилепите, но при здрави прилепи от вида Шрайберс не са открити следи от други вируси, като по този начин поне се предполага, че вирусът може да е патогенен за някои прилепи. При некропсия (дисекция) на мъртви прилепи не е установена макроскопска патология, но микроскопското изследване предполага вирусна пневмония. На този етап няма информация дали LLOV заразява хора. Пещерата Куева дел Лловиу се посещава често от туристи и все още не са наблюдавани човешки инфекции или заболявания, което предполага, че е възможно LLOV да е филовирус, който не е патогенен или опасен за хората, подобно на Рестън еболавирус (RESTV).
От 2015 г. се съобщава за серопозитивни прилепи (т. е. прилепи с антитела срещу вируса) от Северна Испания, което предполага циркулация на вируса сред тези прилепни колонии. Въпреки това не са открити PCR позитивни животни.
През 2013, 2016 и 2017 г. в Унгария са докладвани допълнителни случаи на мъртви дългокрили прилепи на Шрайберс. Наличието на LLOV е потвърдено в трупове на прилепи от 2016 г., включително признаци на хеморагична треска. Актуализирани данни за генома са получени от унгарските проби през 2020 г., като е използвана техниката за секвениране Nanopore. Инфекциозен вирус е изолиран от прилепи в Унгария, което го прави четвъртия филовирус изолиран от прилепи, заедно с вирусите на Марбург, Равн и Бомбали еболавирус.

## Вирусология

### Геном
Въпреки че LLOV е изолиран в тъканна култура, геномът му е определен изцяло, с изключение на 3' и 5' UTR.Както всички мононегавируси, LLOV вирионите съдържат неинфекциозен, линеен несегментиран, едноверижен РНК геном с отрицателна полярност, който най-вероятно има обратно допълващи се 3' и 5' окончания, не притежава 5' капачка, не е полиаденилиран и не е ковалентно свързан с протеин. Геномът на LLOV вероятно е дълъг около 19 kb и съдържа седем гена в реда 3'-UTR-NP-VP35-VP40-GP-VP30-VP24-L-5'-UTR. За разлика от еболавирусите и марбургските вируси, които синтезират седем мРНК за експресия на седемте структурни белтъка, LLOV изглежда произвежда само шест мРНК, т.е. смята се, че една мРНК (VP24/L) е бицистронна. Местата за прекратяване на транскрипцията в генома на LLOV са идентични с тези на геномите на еболавирусите, но се различават от тези на геномите на марбургските вируси. Местата за започване на транскрипцията на LLOV са уникални.

### Структура
Структурата на вирионите на LLOV все още не е описана. Подобно на всички останали филовируси, вирионите на LLOV се предполага че са нишковидни частици, които могат да имат формата на овчарска крива или на буквата "U" или "6" и могат да бъдат навити, тороидни или разклонени. Диаметърът им се очаква да бъде около 80 nm, но да варират по дължина. Геномът на LLOV предполага, че частиците LLOV се състоят от седем структурни протеина. В центъра би трябвало да се намира спираловидният рибонуклеокапсид, който се състои от геномната РНК, увита около полимер от нуклеопротеини (NP). Свързан с рибонуклеопротеина е РНК-зависимата РНК полимераза (L) с кофактора на полимеразата (VP35) и активатора на транскрипцията (VP30). Рибонуклеопротеинът ще бъде вграден в матрица, образувана от главния (VP40) и малкия (VP24) матрични протеини. Тези частици ще бъдат заобиколени от липидна мембрана, получена от мембраната на клетката-гостоприемник. Мембраната закрепва гликопротеин (GP1,2), който изпъква от повърхността си с шипове с дължина от 7 до 10 nm. Макар че по структура са почти идентични с еболавирионите и марбургските вируси, LLOV вирионите могат да се различават антигенно от тях (както и един от друг).

### Репликация
Предполага се, че жизненият цикъл на LLOV започва с прикрепване на вириона към специфични рецептори на клетъчната повърхност в госпоприемника, последвано от интернализация, сливане на обвивката на вириона с ендозомните мембрани и едновременно с това освобождаване на вирусния нуклеокапсид в цитозола. Гликопротеинът (GP) на LLOV се разцепва от ендозомни цистеинови протеази (катепсини) и разцепеният гликопротеин взаимодейства с вътреклетъчния рецептор за влизане, Niemann-Pick C1 (NPC1). Вирусният RdRp (RNA-dependent RNA polymerase) частично ще разслои нуклеокапсида и ще транскрибира гените в положително верижни мРНК, които след това ще бъдат транслирани в структурни и неструктурни протеини. LLOV L ще се свърже с един промотор, разположен в 3' края на генома. Транскрипцията се прекратява след даден ген или продължава към следващия ген надолу по веригата. Това означава, че гените, намиращи се близо до 3' края на генома, ще бъдат транскрибирани в най-голямо количество, докато тези, които се намират към 5' края, ще бъдат транскрибирани в по-малка степен. Следователно редът на гените би бил проста, но ефективна форма на транскрипционна регулация. Най-разпространеният произвеждан белтък би бил нуклеопротеинът, чиято концентрация в клетката би определила кога L преминава от транскрипция на гени към репликация на генома. Репликацията би довела до пълноценни антигеноми с положителна верига, които на свой ред биха се транскрибирали в отрицателни копия на генома на вируса потомък. Новосинтезираните структурни протеини и геноми след това се самосглобяват и натрупват близо до вътрешната страна на клетъчната мембрана. Вирусите се отделят от клетката, като оформят обвивката си от клетъчната мембрана, от която се отделят. След това зрелите потомствени частици заразяват други клетки и повтарят цикъла на репликация.